# NGC 3210
NGC 3210 je objekt nepoznate naravi (prema drugim izvorima galaktika, prema treće izvoru zvijezda vrste *2, prema četvrtim - nepostojeći) u zviježđu Zmaju.

## Vanjske poveznice
- SEDS: NGC 3210
- (eng.) Revidirani Novi opći katalog
- (eng.) Izvangalaktička baza podataka NASA-e i IPAC-a
- (eng.) Astronomska baza podataka SIMBAD
- (eng.) VizieR